# Besaparski ridove (sit SPA)
Besaparski ridove este o arie protejată (arie de protecție specială avifaunistică — SPA) din Bulgaria întinsă pe o suprafață de 14.765,05 ha, integral pe uscat.

## Localizare
Centrul sitului Besaparski ridove este situat la coordonatele 42°06′34″N 24°23′19″E / 42.109444°N 24.388611°E.

## Înființare
Situl Besaparski ridove a fost declarat arie de protecție specială avifaunistică în martie 2007 pentru a proteja 47 de specii de animale.

## Biodiversitate
Situată în ecoregiunea continentală, aria protejată nu include niciun habitat protejat.
La baza desemnării sitului se află mai multe specii protejate de  păsări (47): uliu cu picioare scurte (Accipiter brevipes), uliu porumbar (Accipiter gentilis), uliu păsărar (Accipiter nisus), pescăruș albastru (Alcedo atthis), rață mare (Anas platyrhynchos), fâsă-de-câmp (Anthus campestris), acvilă de munte (Aquila chrysaetos), acvilă de câmp (Aquila heliaca), Aquila nipalensis, acvilă țipătoare mică (Aquila pomarina), pasărea ogorului (Burhinus oedicnemus), șorecarul comun (Buteo buteo), șorecar mare (Buteo rufinus), ciocârlie-cu-degete-scurte (Calandrella brachydactyla), caprimulg (Caprimulgus europaeus),  prundaș gulerat mic (Charadrius dubius), barză albă (Ciconia ciconia), barză neagră (Ciconia nigra), șerpar (Circaetus gallicus), erete de stuf (Circus aeruginosus), erete vânăt (Circus cyaneus), erete alb (Circus macrourus), dumbrăveancă (Coracias garrulus), lebădă de iarnă (Cygnus cygnus), ciocănitoare de grădină (Dendrocopos syriacus), egretă albă (Egretta alba), presură de grădină (Emberiza hortulana), șoim dunărean (Falco cherrug), șoim călător (Falco peregrinus), șoimul rândunelelor (Falco subbuteo), vânturel roșu (Falco tinnunculus), vânturel de seară (Falco vespertinus), acvilă pitică (Hieraaetus pennatus), Hippolais olivetorum, stârc pitic (Ixobrychus minutus), sfrâncioc roșiatic (Lanius collurio), sfrânciocul cu frunte neagră (Lanius minor), Lanius nubicus, ciocârlie de pădure (Lullula arborea), ciocârlie de bărăgan (Melanocorypha calandra), prigoare (Merops apiaster), gaia neagră (Milvus migrans), vultur pescar (Pandion haliaetus), viespar (Pernis apivorus), cormoran mic (Phalacrocorax pygmeus), lăstun de mal (Riparia riparia), silvie porumbacă (Sylvia nisoria)
Pe lângă speciile protejate, pe teritoriul sitului au mai fost identificate 24 de specii de păsări.